# Терегулов, Шамиль Ахмедович
Шами́ль Ахме́дович Терегу́лов (29 августа 1947, Уфа — 28 ноября 2008, там же) — артист балета и педагог; солист, затем главный балетмейстер Башкирского театра оперы и балета (1990—2008). Народный артист Башкирской АССР (1985), заслуженный артист Российской Федерации (1997), лауреат приза «Душа танца» (2007). Супруг балерины Леоноры Куватовой.

## Биография
Родился 29 августа 1947 год в Уфе. Происходит из татарского рода Терегуловых.
В 1967 году окончил Пермское хореографическое училище по классу педагога Юлия Плахта. После выпуска был принят в балетную труппу Башкирского театра оперы и балета, сразу получив ставку солиста. Исполнял преимущественно характерные партии. Танцевал до 1989 года, в 1990 году стал главным балетмейстером труппы. В 1990-е годы сотрудничал в театре с хореографом Юрием Григоровичем. Гастролировал с труппой в Италии, Египте, Португалии, Таиланде, Мексике, Бразилии, Финляндии, Германии, Чехии, Латвии.
Был одним из организаторов Международного фестиваля балетного искусства имени Рудольфа Нуреева.
Был женат на балерине Леоноре Куватовой.
Скончался 28 ноября 2008 года. Похоронен на Южном кладбище Уфы.
...« Эпоха Терегулова пришла,

И новое дыханье обрела

Душа башкирского балета.

И с верной музой Терпсихорой  — 

Нет-нет, простите, Леонорой —

Творят они великие дела!»

### Педагогическая деятельность
Шамиль Ахмедович начал преподавать в балетной студии Закамска ещё будучи студентом хореографического училища. С 1982 по 1987 годы он — педагог классического танца Башкирского ансамбля народного танца, с 1985 года преподавал в Уфимском хореографическом училище, одновременно работал педагогом на хореографическом отделении Уфимского училища искусств. Также преподавал в Японии, проводил мастер-классы на международных балетных конкурсах в Джексоне (США), Мадриде, «Арабеск-2000» (Пермь).
Среди учеников Шамиля Терегулова — Р. Р. Мухаметов, А. В. Зинов, Р. В. Рыкин, А. М. Шайдуллин.

## Репертуар
- 1968 — Фон Ротбарт, «Лебединое озеро» П. И. Чайковского
- Эспада, «Дон Кихот» Л. Минкуса
- Нурали, «Бахчисарайский фонтан» Б. В. Асафьева
- Арсланбай, «Журавлиная песнь» З. Г. Исмагилова и Л. Б. Степанова
- Дервиш, «В ночь лунного затмения»

## Постановки
Башкирский театр оперы и балета
- 1997 — «Журавлиная песнь» З. Г. Исмагилова и Л. Б. Степанова
- 2000 — «Тайна золотого ключика» Н. Г. Сабитова
- 2001 — «Спящая красавица» П. И. Чайковского
- 2003 — «Баядерка» Л. Минкуса, «Голубой Дунай» на музыку И. Штрауса
- 2004 — «Ромео и Джульетта» С. С. Прокофьева
- 2007 — «Бахчисарайский фонтан» Б. В. Асафьева
- 2002 — «Жизель» А. Адана

Другие театры
- 1993 — «Раймонда» А. К. Глазунова (Нагойя, Япония)
- 2001 — «Дон Кихот» Л. Минкуса, «Вальпургиева ночь» Ш. Гуно (Астана, Казахстан)
- 2001 — «Королева Аба» Ф. Хусейнова (Мерсин, Турция)
- 2005 — «Лебединое озеро» П. И. Чайковского (Улан-Удэ, Бурятия)
- 2006 — «Ромео и Джульетта» С. С. Прокофьева (Улан-Удэ, Бурятия)

## Награды и звания
- 1985 — Народный артист Башкирской ССР
- 1997 — Заслуженный артист Российской Федерации
- 2007 — лауреат приза журнала «Балет» «Душа танца» в номинации «Рыцарь танца».